# Partha Sarathi Mukherjee (Musiker)
Partha Sarathi Mukherjee  (bengalisch পার্থ সারথি মুখার্জি Pārtha Sārathi Mukhārji; * im 20. Jahrhundert) ist ein indischer Tablaspieler.

## Leben und Wirken
Mukherjee hatte zunächst Unterricht bei seinem Vater Ashok Kumar Mukherjee, später bei dessen Lehrer Samta Prasad. Er unternahm Konzertreisen durch Indien und das Ausland als Solist und als Partner von Musikern wie Budhaditya Mukherjee, Shubha Mudgal, Parveen Sultana, Shruti Sadolikar, Shahid Parvez, Shujaat Khan, Pandit Rajan und Sajan Mishra, Laxmi Shankar, Malini Rajurkar, Ronu Majumdar, Nishat Khan und Imrat Khan.
Er spielt das klassische Repertoire für Tabla, daneben trat er mit Tänzern zusammen auf und komponierte u. a. für Anurheka Ghoshs Company. In Europa und dem Nahen Osten arbeitete er u. a. mit Ross Daly, Eduardo Niebla, Achim Tang, Giorgio Serci, Ronny Barrac und Deepak Ram zusammen.